# 伊恩·温
伊恩·温（英語：Ian Wynne，1973年11月30日—），英国男子皮划艇运动员。他曾代表英国参加2000年和2004年夏季奥林匹克运动会皮划艇比赛，其中2004年奥运会获得一枚铜牌。